# Шехзаде Сулейман
Шехзаде́ Сулейма́н (осм. شاهزاده سليمان‎ — Şahzade Süleymân; 1610 / 1615 Стамбул — 27 червня 1635, Стамбул) — син османського султана Ахмеда I та Махфіруз Хадідже Султан. 

## Біографія
Шехзаде Сулейман народився в 1610/1611 році. Після смерті Ахмеда I на трон мав зійти єдинокровний брат Сулеймана, Осман II, а самого шехзаде, як і його братів чекала незавидна доля - всіх їх мали стратити за законом Фатіха. Однак кілька років до того Ахмед I зберіг життя братові Мустафі вже після народження власних синів. Історики вважають, що Ахмед I вважав брата нездатним загрожувати його правлінню через психічну хворобу. Ще однією з причин відступу Ахмеда від правил став вплив матері Сулеймана Кесем, яка, побоюючись за життя синів, не бажала після смерті султана бачити на троні шехзаде Османа, матір'ю якого була інша наложниця. У підсумку, після смерті батька Сулеймана на троні опинився його недоумкуватий дядько.
Правління бездітного Мустафи було недовгим: в 1618 році відбувся переворот і на троні опинився Осман II. Вплив Кесем допоміг зберегти життя її синам і  цього разу. Чотири роки по тому стався черговий переворот: Осман був повалений і убитий. Однак на троні знову опинився Мустафа, а не Сулейман, як очікувалося. 1623 року Мустафу скинули вдруге. Сулейман в цей час разом з братом Баязидом був відсутній в Стамбулі. В таких обставинах Кесем воліла бачити на троні свого одинадцятирічного сина Мурада.
В 1635 Мурад IV наказав стратити Сулеймана і Баязида. Обидва брати були поховані в Блакитній мечеті поруч з батьком.